# MET Csoport
A svájci központú MET Csoport európai integrált energiavállalat, tevékenysége kiterjed a földgáz- és a villamosenergia-piacra, valamint energetikai eszközök kivitelezésére és működtetésére. A cégcsoport elődjét 2007-ben alapították, a MOL (Magyar Olaj- és Gázipari Nyilvánosan Működő Részvénytársaság) leányvállalataként. A MET Csoport integrált európai energiavállalatként leányvállalatai révén ma már 15 országban van jelen, 30 nemzeti gázpiacon és 39 nemzetközi kereskedési központban végzi tevékenységét. A megújuló energiatermelés fontos részét képezi üzleti stratégiájának. Célja földrajzilag és technológiailag is diverzifikált, nap- és szélerőműprojektekből felépülő energiaportfólió létrehozása, illetve annak 2 GW-ra bővítése 2026-ig.

## Cégtörténet
A MET Csoportot Lakatos Benjamin alapította 2007-ben zárt körű részvénytársaságként; a részvények eredetileg a MOL Magyar Olaj- és Gázipari Nyrt.  és a WISD Holding tulajdonában voltak. Kezdetben a vállalat tevékenysége a földgáz nagy- és kiskereskedelmére összpontosult. 2013-ban a MET Csoport központja Magyarországról a svájci Zugba, majd Baarba költözött, de továbbra is aktív maradt a magyar piacon, ezenkívül a cégcsoport a villamosenergia- és az olajszegmensbe is belépett. Ezt követően több európai országban is létesített zöldmezős beruházásokat.
A csoport 2016 óta működteti LNG-üzletágát. 2016 elején az éves gázkereskedelmi volumen elérte a 16 BCM (3,8 mi³) mennyiséget. 2018-ban a MET Capital Partners AG, egy Benjamin Lakatos tulajdonában lévő vállalat, a holland ING Banktól kapott pénzügyi tőkével megvásárolta a MET-részvényeket a MOL-tól és a WISD-től, így a menedzsment tulajdonában lévő vállalattá alakult. 2020 januárjában a szingapúri Keppel Corporation 20 százalékos részesedést szerzett a MET Holding AG-ben. 2022 novembere óta a csoport tulajdonosi körét 90 százalékban a vállalat menedzsmentje, 10 százalékban pedig a Keppel alkotja.
A MET Csoport konszolidált árbevétele 2022-ben 41,5 milliárd euró, a kereskedett földgáz mennyisége 109 milliárd köbméter volt (összehasonlításképp: Európa teljes éves gázfogyasztása körülbelül 450 milliárd köbméter), a kereskedett villamosenergia mennyisége 67 TWh-ra nőtt.
A csoport több megújuló energiaprojektben is 100 százalékos részesedést szerzett a 2021-2022-es év során, így teljes zöld portfóliója 2022 év végére közel 900 MWp-ra növekedett.
2022-ben a MET Csoport bekerült a 20 legnagyobb svájci székhelyű vállalat közé az árbevétel alapján, mint Európa egyik leggyorsabban növekvő energiavállalata. A Top 500-as listát a Dun & Bradstreet Switzerland, egy üzleti és piaci információkra szakosodott vállalat adatai alapján évente teszik közzé.

## A MET Európában
A MET Csoport 22 nemzetközi kereskedési központban van jelen. A csoport számára a horvátországi, olaszországi, magyarországi, romániai, szlovákiai és spanyolországi jelenlét stratégiai szempontból kiemelt jelentőségű az ottani piaci lehetőségek és projektek szempontjából. A MET Csoport 2020-ban belépett a német, 2023-ban pedig a francia piacra is. Leányvállalatán, a MET Germany GmbH-n keresztül közvetlenül a németországi végfelhasználóknak kínál termékeket, ezenkívül megvásárolta a Gas-Union GmbH gáztárolási üzletágát is. LNG-üzletágának bővítése részeként, amelyet 2016 óta működtet, 2021 áprilisában jelentette be, hogy a MET Croatia, a MET Csoport horvátországi leányvállalata, hétéves időszakra összesen 2,67 milliárd köbméter kapacitást kötött le a krk-i LNG-terminálon. A jelenlét a terminálon kiemelten fontos a cégcsoport számára, mivel a régióban lévő egyes országok energiaportfóliójának a globális LNG-piaccal való összekapcsolásához segíti hozzá a vállalatot, emellett a térség ellátásbiztonságát is növeli.

## A MET Magyarországon
A MET Magyarország Zrt. fő tevékenységi köre a vezetékes földgáz, illetve a villamosenergia nagy- és kiskereskedelme. A MET Magyarország több naperőművet is üzemeltet:
- 6 naperőmű parkot üzemeltet (Dunai Solar Park, Kabai Solar Park,[18] Tázlár Solar Park,[19] MET Söjtör Solar Park, MET Gerjen Solar Park, MET Buzsák Solar Park[20])

Magyarországi naperőműveinek fejlesztése érdekében a cégcsoport tulajdonában álló MET Hungary Solar Park Kft.  2021. november 30-án tízéves futamidejű, 64,8 milliárd forint névértékű kötvényt bocsátott ki az MNB Növekedési Kötvényprogramjának keretében, amely azóta – a Sustainalytics tanúsítványának megszerzése révén – zöld minősítést kapott.
Az energiavállalat 2022. szeptember 9-én, Magyarországon elsőként avatta fel a Tesla MegaPack energiatároló berendezését a MET Csoporthoz tartozó Dunamenti Erőmű területén. A lítiumion-akkumulátort tartalmazó konténer 7,68 megawattóra energia tárolását teszi lehetővé.
A MET Csoporthoz tartozó Dunamenti Erőmű elektromos kazánja a többlet zöldenergia felhasználásával fűtésre alkalmas forróvizet állít elő. A 30 megawatt (MW) kapacitású kazán rugalmasságnak hívott funkciója lehetővé teszi akár 120 MW új zöldenergiaforrás biztonságos integrálását a villamosenergia-hálózatba, így erősítve a fenntarthatóságot és az ellátásbiztonságot. A projekt aktívan támogatja az energiaátmenetet, karbonlábnyom nélkül.

## Tevékenység
Földgáz-kereskedelem:

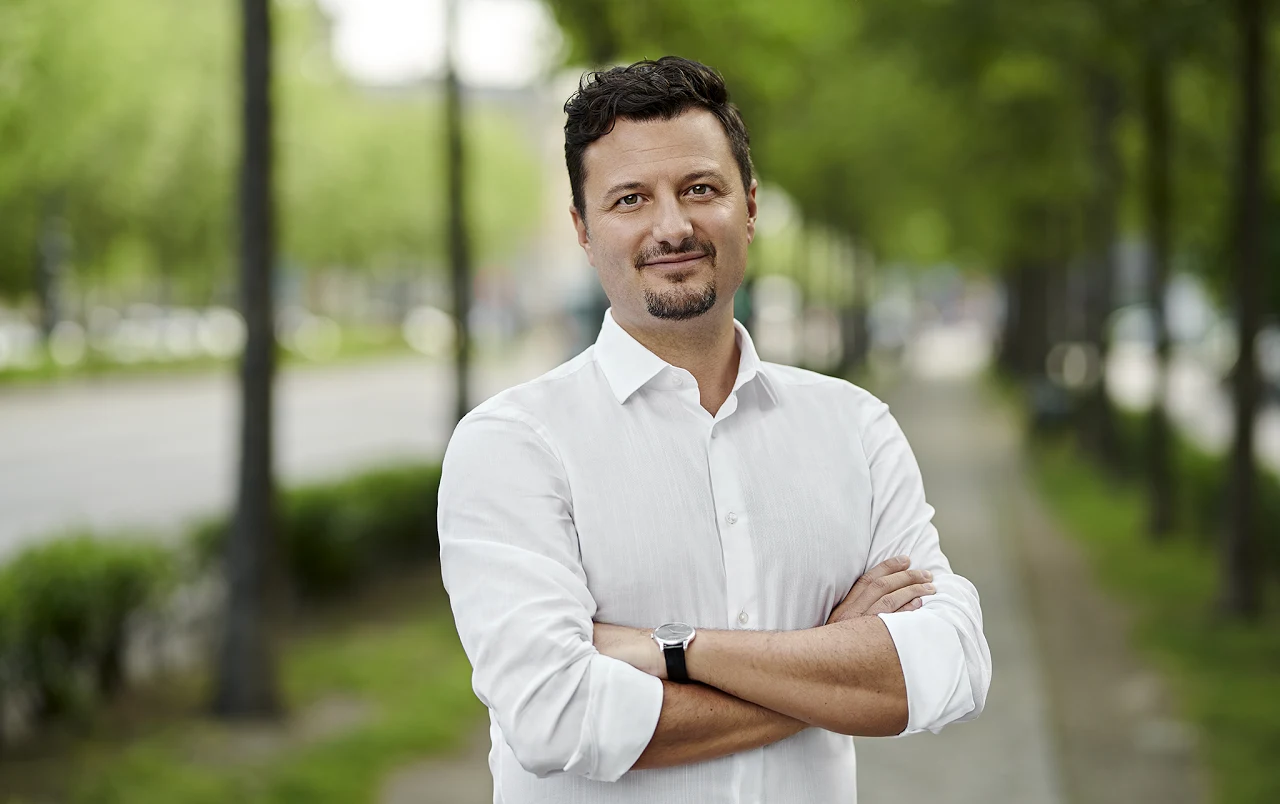
Lakatos Benjamin, a MET Csoport vezérigazgatója

A MET Csoport fő üzleti tevékenysége a földgáz kereskedelme és nagykereskedelme. 2022-ben a MET 30 nemzeti gázpiacon és 22 nemzetközi kereskedelmi csomóponton volt jelen.
A MET a kontinentális Európában felhasznált földgáz több, mint 10 százalékával kereskedik, 2022-ben 109 BCM (milliárd köbméter) földgázzal kereskedett. A MET a földgázt „átmeneti energiaforrásként” használja a fosszilis tüzelőanyagokon alapuló villamosenergia-termelésről a megújuló forrásokból származó villamosenergiára való átállásban.
Kelet-Közép-Európa továbbra is a MET egyik fő üzleti régiója maradt. A horvátországi Krk terminál kapacitásának biztosítása fokozza a vállalat mediterrán LNG-portfóliójának szinergiáit.
A MET elkötelezett az energiaátmenet támogatásában, és azt a megújuló erőművek építése mellett a termelés rugalmasságát segítő beruházásokkal is segíti.
Villamosenergia-termelés:
A villamosenergia-termelést a MET Csoport részben földgázból, részben megújuló energiaforrásokból (nap és szél) biztosítja. A csoport a megújuló áramtermelésben is egyre aktívabb szerepet játszik, de vallja, hogy a folyamatosan növekvő energiaigény kiegyensúlyozásához rugalmasan szabályozható, gyorsan ki- és bekapcsolható erőművekre van szükség, és ebből a szempontból a gáztüzelésű erőművek kiemelkedően fontosak. A MET Csoport többségi tulajdonában lévő Dunamenti Erőmű Magyarországon a legnagyobb gáztüzelésű erőmű. 2018-ban a MET a Dunamenti Erőmű peremterületén 17,6 megawattos, 40 hektáron elterülő naperőművet is létesített. 2022-re a MET Csoportnak két működő naperőműve volt Magyarországon több mint 60 MWp teljesítménnyel. A már termelő Dunai Solar Park és Kabai Solar Park, illetve a még fejlesztés és kivitelezés alatt álló buzsáki, gerjeni és söjtöri naperőművek várható összkapacitása 2022 végére a tervek szerint 237 MWp lesz. Emellett külföldön is több megújuló beruházása van villamosenergia termelés céljából, például a bulgáriai 60 MW-os Suvorovo és a 42 MW-os Kavarna szélerőműpark, amelyek 2021. július végén kerültek a tulajdonába. Ezt spanyolországi, majd olaszországi megújuló projektek követték (lásd megújulók).
További európai megújuló energiaprojektek
A MET Csoport célja 2026-ig 2 GW-ig bővíteni a megújuló portfólióját az európai piacon. Az ennek megvalósításához szükséges szakértelem biztosítására a MET 2021-ben létrehozta az úgynevezett Green Assets Divízióját, hogy a vállalat aktív szerepet vállalhasson a hatékony európai energiaátmenet megvalósításában, a zöld átmenetet még gyorsabbá és hosszú távon fenntarthatóvá téve. A MET Csoport komoly tapasztalatot szerzett a zöld – megújuló és a rugalmassági kiegyensúlyozást segítő – eszközök működtetésében, illetve a földgáz- és áramkereskedelemben, az energiaátmenetet tehát több oldalról is támogatja.
- A MET Csoport 2022 decemberében Romániában is belépett a megújuló energiapiacra, bővítve fotovoltaikus projektportfólióját. A Románia déli részén, Bukarest közelében található létesítmény éves energiatermelése mintegy 82 GWh lesz, amely 50 ezer háztartás átlagos éves fogyasztásának felel meg.[33]
- A vállalat 2022. augusztus 29-én jelentette be egy német határhoz közeli lengyelországi zöldmezős naperőműprojekt felvásárlását (várható beépített kapacitása: 60 MWp)[34]
- 2022. február 9-én és március 2-án részvényadásvételi szerződéseket írt alá olasz fejlesztőkkel, 100 százalékos tulajdonrészt szerezve öt zöldmezős fotovoltaikus erőműprojektben Közép- és Dél-Olaszországban, ezek várhatóan 2024-ben lesznek építésre kész állapotban.[35] Az olaszországi projektek a Keppel MET Renewables AG tulajdonába kerültek, amely a MET és stratégiai partnere, a Keppel Infrastructure által közösen létrehozott vegyesvállalat.[36]
- 2022 április 7-én 100 százalékos részesedést szerzett egy 50 MWp teljesítményű, szintén építésre kész állapotban lévő spanyolországi naperőműprojektben Andalúziában, majd 2022 október 4-én arról számolt be, hogy megkezdődött a kivitelezés.[37]
- 2021. december 15-én zárult tranzakcióval, egy 60 megawattos (MW) szélerőművel, bulgáriai szélerőmű-kapacitása 102 MW-ra bővült.[38]
- Bulgáriában a másik szélerőmű parkja az északkelet-bulgáriai Kavarna közelében található. A 42 MW-os szélerőműpark megvásárlásáról 2020 októberében állapodott meg a MET az Enel Green Powerrel.[39]
- A MET Csoport stratégiai partnerével, a szingapúri Keppel Infrastructure Holdingssal Keppel MET Renewables AG néven vegyesvállalatot alapított. Az új vállalat célja zöldmezős és barnamezős nap- és szélerőműparkok fejlesztése és építése Nyugat-Európában. A vegyesvállalat célja, hogy rövid időn belül legalább 1 gigawattra növelje működő és építésre kész állapotban lévő projektekből álló megújuló portfólióját.[40]
- A MET Csoport 2023 nyarán a német megújulóenergia-piacra való belépéssel bővítette európai portfólióját, 100 százalékos részesedést szerezve egy napelemes fejlesztési projektben, amelyet a Emeren Germany GmbH programfejlesztő fejlesztett ki.[41]
- A MET Csoport 2023. szeptemberében belépett a francia piacra lyoni székhelyű leányvállalatán, a MET France-on keresztül.[42]
- 2023. szeptemberében a svájci központú Keppel MET Renewables Olazországban terjeszkedett, 100 százalékos részesedést szerezve egy napenergia-fejlesztési projektben, Apuliában.[43]
- A MET Csoport organikus növekedési stratégiával kíván aktív szereplővé válni Ázsiában –beleértve az ázsiai-csendes-óceáni térséget, a Közel-Keletet és az FSU-t. A cél a MET pozíciójának erősítése a globális piacokon, az LNG-kereskedelemre és az energetikai infrastrukturális beruházásokra összpontosítva.[44]
- A MET Csoport 20 éven át jelentős mennyiségű cseppfolyósított földgázt vásárol az Egyesült Államokból, amelyet közvetlenül az ottani terminálon vehet majd át. Évi legfeljebb egymillió tonna cseppfolyósított földgázt (LNG) vásárol 20 éven át a MET az amerikai Commonwealth LNG-től, amely most fejleszti terminálját a Louisiana állambeli Cameronban. A tervek szerint 2024 első negyedévében megszülethet a Commonwealth projektről a végső beruházási döntés, és így 2027-ben indulhatnak az első szállítmányok. A MET Csoport csak 2022-ben több mint 30 TWh (terawattóra) LNG-szállítmányt importált többek között Horvátországba, Görögországba, Spanyolországba, Belgiumba és az Egyesült Királyságba. 2023-ban hosszútávú LNG-kapacitást kötött le Németországban, és a spot szállításait kiterjesztette Finnországra is.[45]

## Társadalmi felelősségvállalás
A MET Csoport hisz abban, hogy a tehetséges munkatársak által létrehozott tudás és innováció a legnagyobb üzleti érték. Ezért a vállalat CSR (vállalati társadalmi felelősségvállalás) stratégiája is a tehetséggondozásra összpontosít.
A MET 2011 óta támogatja a magyarországi Ferences Rend ösztöndíjprogramját, amelynek célja a bármely tanulmányi területen kiemelkedő tanulók motiválása, valamint a tehetséges tanulók bevonása a hátrányokkal küzdő tanulótársaik felzárkóztatásába. A program megvalósítása során a tehetséggondozó tanárokat is támogatják. A MET a Ferences Jótékonysági Est kiemelt támogatója: a ferencesek minden évben karácsonyi jótékonysági koncertet szerveznek az általuk működtetett gyöngyösi Autista Segítő Központ javára.
Hasonló céllal támogatja 2010 óta a MET a Messzehangzó Tehetségek Alapítványt, amely 12–18 éves, hátrányos helyzetű gyermekeket részesít – teljesen ingyenesen – iskolán kívüli tehetséggondozó programokban. A tehetséggondozó program három területre helyezi a hangsúlyt: a művészetekre, a természettudományokra és az informatikára.
A BOM a Magyar Sportért Alapítvány ösztöndíjprogramja – amelyet a MET 2015 óta támogat – a sportolói karrier mellett felsőfokú tanulmányokat folytató olimpiai kerettagokat segíti. A kezdeményezés így egyszerre helyezi középpontba az oktatást és a sportot.
Az Alzheimer-kór kutatását szolgálja a MET adománya a Magyar Neurológiáért Alapítványnál. A 2015-ben beszerzett korszerű, nagy értékű műszer segít az Alzheimer-betegek epilepsziás rohamainak felismerésében és mérésében, az eredmények kiértékelése révén pedig a megelőzésben, a betegség kezelésének kutatásában is.

## Kritikák
A vállalatcsoport akkor került a hazai gazdasági sajtó figyelmének középpontjába, amikor a 2012-es gazdasági év után 55 milliárd forintos nyereséget tudott kimutatni. Kritikusok szerint ezt annak eredményeképpen érték el, hogy a részben a magyar állam tulajdonában álló osztrák–magyar gázvezetéken keresztül a közvetlenül Oroszországból érkezőnél jóval olcsóbban importáltak gázt Magyarországra, amit aztán piaci áron értékesítettek. Az Orbán-kormány rendeletekkel és gáláns szerződésekkel kivételezett a MET-nek, ami annyira kirívó volt, hogy három ellenzéki párt is (MSZP, Jobbik, LMP) is feljelentést tett az ügyben, többek között hűtlen kezelésért, csalásért és pénzmosásért, azonban a Nemzeti Nyomozó Iroda nem látott bűncselekményt, így nem is indítottak nyomozást.
A MET-csoport a sajtóban megjelent vádakat 2014 elején visszautasította:

„A MET-csoport a vádakra reagálva az MTI-vel közölte: a hírportálon megjelent cikk névtelen forrásból származó, számos ponton valótlan információkon alapszik.”

2014 novemberében a társaság svájci központja ugyancsak visszautasította a Tages-Anzeiger hírportálon megjelent hasonló vádakat.
2016-ban a Korrupciókutató Központ tanulmányt készített az Energiaklub megbízásából, amelyben részletesen megvizsgálták, hogyan tette az állam jogszabályokkal lehetővé a cég számára a nyerészkedést 2012–2015 között, egészen addig amíg kötelezettségszegési eljárás miatt a jogi környezetet nem rendezték, illetve hogy hogyan alakult a cég tulajdonosi háttérre, és kiknél csapódhatott le a hatalmas nyereség.
Ezután a cég tulajdonosi szerkezete drasztikusan megváltozott, 2018 májusában a menedzsment kivásárolta a korábbi tulajdonosokat. A vállalat 20%-ban a MET menedzsereinek tulajdonában lévő MET ManCo, 80%-ban pedig a Svájcban bejegyzett MET Capital Partners AG befektetési platform tulajdonába került. Ez utóbbi a cégalapító-vezérigazgató Lakatos Benjamin tulajdona.